# De Columbus
De Columbus is een Vlaamse televisiedocumentairereeks, voor het eerst uitgezonden in 2018 op   VRT 1, gemaakt door en gepresenteerd door Wim Lybaert voor productiehuis liefhebbers.

## Concept
De titel van deze reeks verwijst naar een autobus (een touringcar die dienstdeed als schoolbus) die werd omgebouwd tot een mobilhome, en naar ontdekkingsreiziger Christoffel Columbus die op zoek naar een andere route om India te bereiken het Amerikaans continent 'ontdekte'. Wim Lybaert gebruikt zijn bus om samen met een bekende gast vier dagen op reis te gaan naar een vooraf gekozen bestemming, maar vooral ook om te genieten van de reis op zich en het onverwachte dat ze tegenkomen, waarbij of ze de bestemming halen steeds minder belangrijk wordt. De gast draait met een euro muntstuk een balletje uit een kauwgombalautomaat of "sjiekenbak" en daarin geeft een vlagje aan welk land hun rijrichting bepaalt. Van de gast wordt vervolgens enige navigatie verwacht, met kaarten en een groot kompas gemonteerd tussen de chauffeurs- en passagierszetel vooraan in de bus. Het programma propageert de reis boven de bestemming, en de waarde van onthaasten en genieten.
Het eerste seizoen van de vierentwintigdelige serie werd in de lente van 2018 uitgezonden op één. Het programma had gemiddeld meer dan 800.000 kijkers en behoorde systematisch tot de drie meest bekeken programma's van die dag, en ook de recensies waren matig tot positief.
In 2019 werd een tweede seizoen uitgezonden met als reisgasten Jeroen Meus, Philippe Geubels, Annelien Coorevits, Stefaan Degand, Laurens Vanhulle (onbekende Vlaming), Linde Merckpoel en Jan Peumans. Vanaf dit seizoen lagen de reisbestemmingen buiten Europa. Qua kijkcijfers overtrof het tweede seizoen het eerste met bijna wekelijks meer dan een miljoen kijkers.  Het programma nestelde zich daarmee comfortabel in de top 3 van bestbekeken programma's op dinsdagavond.
Het derde seizoen werd in de zomer van 2019 ingeblikt en kwam vanaf 30 april 2020 op antenne, met als reisgasten Lieven Scheire, Ingeborg, Tom Van Dyck, Dieter Coppens, Tijs Vanneste en Maaike Cafmeyer. Nieuw dit seizoen was dat elke reisgast vertrekt vanop de plaats waar de reis van de vorige geëindigd is. Met wekelijkse kijkcijfers van ver boven het miljoen was het derde seizoen met voorsprong het best bekeken programma op donderdagavond en overtrof het daarmee de twee vorige seizoenen.
Het vierde seizoen werd in 2020 aangekondigd en werd opgenomen in het voorjaar van 2021 met een nieuwe regisseur. Dit seizoen werd op zondagavond uitgezonden op Eén vanaf 5 september 2021. Nieuw was dat Wim Lybaert van tevoren niet wist wie er op zijn bus zou stappen, hij kende alleen de locatie van het bushokje waar hij zijn gast moest oppikken. De copiloten van het vierde seizoen waren Charlotte Adigéry, Serine Ayari, Rick de Leeuw, Jan Kooijman, Cath Luyten, Helmut Lotti en Wim Willaert. Het programma was met wekelijks meer dan een miljoen kijkers zeven weken lang het best bekeken programma op zondagavond. Na dit seizoen ging de Columbus tijdelijk op stal.
Na een hiaat van drie jaar werd in februari 2024 een nieuw seizoen aangekondigd. Dit vijfde seizoen ging van start op VRT 1 op zondag 1 december 2024, de reisgasten zijn dit keer Steven Van Herreweghe, Fien Germijns, Bockie De Repper, Liesa Naert, Riadh Bahri, Tine Embrechts, Kristel Verbeke en Rudi Vranckx.

## Seizoenoverzicht
| Seizoen | Afleveringen | Uitzenddag | Eerste uitzending | Laatste uitzending |
| ------- | ------------ | ---------- | ----------------- | ------------------ |
| 1       | 9            | Dinsdag    | 10 april 2018     | 12 juni 2018       |
| 2       | 8            | Dinsdag    | 23 april 2019     | 18 juni 2019       |
| 3       | 7            | Donderdag  | 30 april 2020     | 11 juni 2020       |
| 4       | 7            | Zondag     | 5 september 2021  | 17 oktober 2021    |
| 5       | 8            | Zondag     | 1 december 2024   | februari 2025      |

## De roadtrips

### Seizoen 1
| Afl. | Uitzenddatum  | Gast | Bestemming | Kijkcijfers |
| ---- | ------------- | --- | ---------- | ----------- |
| 1    | 10 april 2018 | Hilde Crevits | Monaco     | 850.229     |
| 1    | 10 april 2018 | De reis start aan de woning van minister Crevits in Torhout, vandaar gaat het eerst langs de E403-snelweg tot Doornik, waarna ze tot rust komen op secundaire wegen langs Saint-Ghislain. Een picnic volgt aan de oevers van de lacs de l'Eau d'Heure. Frankrijk rijden ze binnen in Regniowez en via Vendresse bereiken ze Monthermé waar ze kiezen voor een slaapplaats in het dorp aan de kaaien van de Maas, vlak bij de monding van de Semois. De volgende ochtend beklimmen ze een heuvel en genieten van het uitkijkpunt boven op de Roche Aux Sept Villages. Via Villers-le-Tilleul en Lisle-en-Barrois bereiken ze hun tweede slaapplaats aan een rustig meertje in de buurt van Laheycourt, waar het goed petanque spelen is. De derde dag strekken ze de benen met te steppen langs het Marne-Rijnkanaal bij hun passage door Bar-le-Duc. De derde slaapplaats wordt gevonden op de kasteelgronden van een kasteel van de gravin Toulouse-Lautrec in de buurt van Gondrecourt-le-Château. De vierde dag wordt duidelijker en duidelijker dat ze nooit Monaco zullen halen. Een broodje wordt hun middageten bij de Église Saint-Rémi de Remoncourt van Remoncourt, waarna ze via Domjulien rijdend besluiten hun Monaco te vinden enkele kilometers naar het zuidwesten op de terrassen van de kuuroorden in het centrum van Vittel. Crevits moet toegeven dat niet op de eindbestemming raken, ook voordelen biedt. Daarmee komt hun vierdaagse ontdekkingsreis van 549 km ten einde. |            |             |
| 2    | 17 april 2018 | Mathias Coppens | Ierland    | 831.349     |
| 2    | 17 april 2018 | De reis start bij de woning van Mathias Coppens in Rotselaar. Na een stop bij de plaatselijke apotheker voor de noodzakelijke reismedicatie voor geboren hypochonder Coppens rijden ze eerst aan hoger tempo door om de Eurotunnel Le Shuttle te halen die hen naar Engeland brengt. Daar schakelen ze een versnelling lager en rijden langs secundaire wegen langs de kust via Dymchurch, St Mary's Bay, Littlestone-on-Sea en Rye. Daar beginnen ze hun zoektocht naar een slaapplaats en krijgen de tip de badplaats Camber Sands op te zoeken waar - volgens hun omstaanders - scènes van Dunkirk gefilmd zouden geweest zijn. Ze slapen dan ook aan het strand. De tweede dag rijdt de Columbus langs de vernieuwde Pier van Hastings, snijden ze een hoek af via Polegate en Lewes en blijft hun roadtrip de kustlijn volgen langs Brighton en Chichester. Hun kilometerstand neemt niet bijzonder snel toe, wat op dag drie herhaald wordt nadat ze bij een aardappels rooiende boer de rooiafval verzamelen voor hun eigen avondmaal, en de namiddag uittrekken om te gaan vliegvissen op forel. Die avond smaakt de vis met de patatjes op het houtvuurtje evenwel des te beter. Ondertussen brengen hun gesprekken hen tot het geloof en de vrouw in hun leven. De vierde dag volgt toch meer snelheid en slagen ze er in toch een "volgend land" te bereiken wanneer ze Wales binnenrijden en via Llansantffraed tot Brecon raken. Op een heuvel buiten het stadje besluiten ze met Mathias als groene kabouter verkleed en een tas Irish coffee dat ze na een tocht van 829 km hun Ierland bereikt hebben. |            |             |
| 3    | 24 april 2018 | Marleen Merckx | Spanje     | 856.016     |
| 3    | 24 april 2018 | Lybaert pikt Marleen Merckx op aan haar woning in Antwerpen en samen rijden ze via de snelwegen en Brussel richting Spanje. In Wallonië kiezen ze al voor de secundaire wegen en een rustige picnic op een schaduwrijke plaats in Laisette in Quaregnon. Marleens navigatie brengt hen langs Dour tot in Quiévrain maar daar is het een lokale man met veel tijd die met zijn eigen auto voor hen uitrijdt tot ze aan de grensovergang naar Frankrijk raken. Een vriendelijke geste die Wim Lybaert zo apprecieert dat hij er zijn mini-voorraad geuze voor retourneert. De eerste dag eindigt aan de oevers van het Canal latéral à l'Aisne in Berry-au-Bac waar een eerste overnachting volgt. De volgende dag rijden ze recht op de torens af van de kathedraal van Reims en vervolgen ze hun weg langs Vertus, Soulières, Bannes en Nozay. Een idyllisch plekje aan een riviertje met watervalletje blijkt een ideale tweede slaapplaats. Dag drie voert hun door Auxon, Saint-Père tot in Saint-Aubin waar ze aan een kerkje boven op een helling terug een rustige slaapplaats vinden. De vierde dag start op het grasveld aan het kerkje waar Marleen rijles met de Columbus krijgt. Lybaert bekomt van de emoties bij een koffietje op het terras van de Auberge Crescent in Marigny-l'Église en, midden in de Morvan, dobberend op luchtmatrassen op het stuwmeer lac-réservoir de Pannecière-Chaumard, afgedamd op de Yonne bij Montigny-en-Morvan. Nog meer opwinding volgt die dag met de Columbus door de smalle straten van Château-Chinon (Ville). Gelukkig volgen tien kilometer zuidelijker de bossen en heuvels van Glux-en-Glenne waar een zonnewijzer hen de richting naar Spanje toont en waar bij een laatste glas hun reis van 692 km eindigt. |            |             |
| 4    | 1 mei 2018    | Wouter Deprez | Schotland  | 885.034     |
| 4    | 1 mei 2018    | Deprez wordt thuis in Gent opgehaald en nadat Schotland als rijrichting is getrokken, wordt een ferryboot geboekt. Op weg naar Duinkerke is het strand van Koksijde te aanlokkelijk en duiken ze voor een verfrissende duik even de Noordzee in. DFDS Seaways zet de Columbus en zijn passagiers over naar Dover en zo rijden ze Dover uit via Lydden en Wootton in Kent. Kent doorkruisen ze verder via Sittingbourne waar ze ervoor kiezen hun eerste dag aan het water af te sluiten en koers zetten naar Leysdown-on-Sea, een badplaatsje op het Isle of Sheppey in het estuarium van de Theems. De tweede dag rijden ze naar Dartford en steken ze de Theems over naar het noorden via de tunnels van de Dartford Crossing. Door Harlow trekken ze verder naar het noorden. Ze schieten een heel eind op, en stillen hun honger door aan een foodtruck fish and chips te bestellen en die vervolgens met een Britse pint bitter op te eten in de The Waggon & Horses in Caythorpe, Lincolnshire. De derde dag rijden ze al na enkele kilometers door Lincoln waar Wim Lybaert jeugdherinneringen aan zijn passage in de kathedraal ophaalt. Ze raken tot Yorkshire en slapen in de buurt van Ripon. De vierde dag voert hun door Leyburn waar ze onverwacht terechtkomen in een re-enactment van het leven in het plaatsje in de Tweede Wereldoorlog. Verder op weg naar Schotland zoeken ze de muur van Hadrianus maar daarvoor is ongelukkig genoeg op hun route deze zo goed als helemaal verdwenen met enkel nog een gedenksteen in de buitenmuur van een woning verwerkt. Ten noorden van Carlisle volgt dan hun passage over de grens met het zuiden van Schotland waarmee ze er echt in slagen (nipt) de bestemming te bereiken. In de moerassen ten oosten van Lockerbie drinken ze even buiten het dorpje Waterbeck een single malt met ijsblokjes. De vooraf door Wouter Deprez uit de reisgidsen aangekondigde Schotse muggen zijn in de moerassige omgeving een ware plaag waarmee ze hun 982 km lange roadtrip afronden.                                   |            |             |
| 5    | 15 mei 2018   | Els Pynoo | Tsjechië   | 722.109     |
| 5    | 15 mei 2018   | Els Pynoo vertrekt vanuit Zulte naar Duitsland om daarlangs Tsjechië te bereiken. Hun eerste stop bij Belle Croix in Jalhay gebruiken ze om wat gebakken vers geplukte weidechampignons te eten. Bij Monschau steken ze de Duitse grens over. Langs kleine wegen doorkruisen ze Duitsland van west naar oost langs Hellenthal en Herresbach door het Westerwald. Wat gedwongen door de bewoners, overnachten ze op een parkeerplaats van een sportvereniging. De Rijn overbruggen ze de tweede dag bij Koblenz. Verder oostwaarts langs Nassau, Limburg an der Lahn, Brechen, Bad Camberg en Bad Nauheim rijdt de Columbus in het geografisch middelpunt van Duitsland. Daar zoeken ze in de kletsende regen een slaapplaats langs de kant van de weg. De derde dag blijft het regenen en komt de mist het uitzicht belemmeren. Door Hessen, via Schotten en Grebenhain zoeken ze zich onderweg in een droog moment een plekje aan de rand van het bos om te schetsen. Els leert Wim gras, aarde en zelfs kruidenkaas gebruiken om kleur in de schets te brengen. Ze rijden nog via Hosenfeld tot in Poppenhausen waar ze hun derde en laatste avond doorbrengen op een rustige plek met eigen kuuroord in een opblaasbadje met bruisballen en lekker eten. De vierde dag rijden ze langs de grens tussen Beieren en Thüringen via Ostheim tot in Altenfeld. Daar komt Els haar belofte na en zingt ze door het geluidssysteem dat boven op de bus is gemonteerd marktbezoekers op het dorpsplein toe met Porque te vas van Jeanette Dimech. Even verderop in Piesau eindigt hun vierde reisdag met 728 km in totaal op de teller en creëren ze daar met twee koude pilsjes hun eigen Tsjechië. |            |             |
| 6    | 22 mei 2018   | Lieve Blancquaert | Denemarken | 804.067     |
| 6    | 22 mei 2018   | Lieve Blancquaert bekent dat ze helemaal niet dol is op mobilhomes, maar met de Columbus kan ze zich toch snel verzoenen. Vanuit Gent is via Zelzate de Nederlandse grens en Terneuzen niet ver. Een eerste pauze volgt in Zanddijk waar Wim verse tomatensoep uitschenkt terwijl ze zittend op een houten steiger uitkijken op het Veerse Meer, door Wim aangezien voor de Oosterschelde. Via De Banjaard en na een stop op Neeltje Jans rijden ze door Westenschouwen en Visschershoek waar een dorpsbewoner hen als slaapplaats in Goedereede naar een grote lege parkeerplaats loodst. De tweede dag starten ze met de Haringvlietdam over te rijden. De Columbus volgt de A5/E19 en rijdt op luchthaven Schiphol door de Rolbaantunnel onder de taxibaan naar de Polderbaan net op het moment dat een toestel van Jet Airways boven hen rijdt. Aan Egmond aan Zee neemt Wim zijn eerste foto's van mensen, en een slaapplaats vinden ze aan de kade van de Haven van Harlingen. De derde dag voert hen via Leeuwarden naar de grens met Duitsland die ze tussen Bad Nieuweschans en Bunde kruisen. In Westerstede slapen ze in een wei. De vierde dag maakt Wim een ontbijt met broodjes met roerei, voor de jarige Lieve voor wie hij ook al een boeket bloemen had bijeengezocht en geplukt. Lieve fotografeert haar eerste kikker, en ze naderen het einde van hun laatste dag wanneer ze door Varel, Stadland en Bremerhaven tot in Wremen geraken en daar na 672 km in de zonsondergang "hun Denemarken" erkennen zittend op een piertje aan de Buiten-Wezer. Wims eerste portretfoto, en Lieves eerste natuurbeelden worden overtroffen door Lieves allereerste zonsondergang op camera. |            |             |
| 7    | 29 mei 2018   | Jef Neve | Oostenrijk | 817.907     |
| 7    | 29 mei 2018   | Nadat Jef Neve in zijn stad Gent Oostenrijk uit de sjiekenbak heeft getrokken heeft hij dadelijk het voornemen om in Salzburg Mozart te groeten in diens geboortestad. Op weg verlaten ze de snelweg om in Ciney te picknicken en vervolgens langs kleinere wegen door Dinant en Rochefort Arlon te bereiken en daar het Groothertogdom Luxemburg in te rijden. Voor Jef Neve is slapen in een tent echte vakantie en dat doen ze de eerste avond in de Luxemburgse velden dan ook. Ze doorkruisen het landje van zuidwesten tot noordoosten en rijden vanuit Echternach de volgende dag Duitsland binnen. Via Sien en Esthal komen ze in de Palts waar ze een mooie slaapplaats vinden in de velden bij een klooster. De derde dag rijden ze door het Naturpark Pfälzerwald om vervolgens Neustadt te bereiken en dat stadje te verkennen met een wandeling en een terrasje. Jef's navigatiekunsten laten hen in de steek in en rond Ettlingenweier waar ze meerdere malen rondrijden en Ettlingen nooit bereiken. Als de avond valt hebben ze toestemming van een boer voor terug op een weide te slapen bij Neuweiler. Als dank voor de maaltijd krijgt Wim een improvisatieconcert van Jef Neve. De laatste dag rijden ze met Psalm 42 van Mendelssohn door de bossen en vertelt Jef over zijn eerste verliefdheid op een man in het Lemmensinstituut waar dat nummer in de concertzaal op hem een onuitwisbare indruk naliet. Door Nagold komen ze in het Zwarte Woud waar ze nog dicht bij de oorsprong van de Donau de rivier kruisen die vervolgens ook hun Oostenrijk doorkruist. Ze rijden Duitsland uit langs Überlingen en Lindau en Oostenrijk binnen in Hörbranz. Jef Neve selecteert toepasselijk Martha Argerich op piano in een concert van Mozart als muziek voor het moment dat ze Oostenrijk binnenrijden. De reis eindigt na 883 km in Bregenz. Dat ze Salzburg niet gehaald hebben, daar heeft Jef, naast Wim zittend op een pier aan de Bodensee vrede mee. De reflectie van de ondergaande zon op het water is al mooi genoeg als afscheidsgeschenk. |            |             |
| 8    | 5 juni 2018   | Filip Peeters | Italië     | 901.980     |
| 8    | 5 juni 2018   | Wim haalt Filip op aan zijn huis in Boechout. Ze kiezen direct voor de kleinere wegen en rijden over Duffel naar Tervuren langs het huis van Filips ouders. De rit gaat zelfs verder door het Zoniënwoud op een traject dat Filip met de fiets aflegde om te gaan werken in het restaurant Barbizon in Jezus-Eik. En zo navigeren ze België uit, langs Spontin en Virton en rijden bij Saint-Pancré Frankrijk in. Ze vinden de eerste nacht een slaapplaats in Colmey bij het veld van de plaatselijke voetbalvereniging. De volgende ochtend vertrekken ze langs Longuyon en Lantéfontaine richting Sarrebourg. Onderweg wordt hun aandacht getrokken door de forellenkwekerij Messang in Abreschviller waar ze in de kweekvijvers kunnen snelvissen, normaal bedoeld voor kinderen, en enkele forellen voor hun avondeten kunnen vangen. Via Saint-Quirin rijden ze Lotharingen uit. Enkel de Vogezen scheiden hun van de Alsace en zijn wijn. De Columbus overwint de Col du Donon en ze rijden in Schirmeck en Bernardvillé door wijngaarden en Elzasser wijndorpen. In Bernardvillé vinden ze een tweede slaapplaats tussen de wijngaarden van de abdij Notre-Dame de Baumgarten. De derde dag trekken ze zuidwaarts door de Elzas langs Dieffenthal naar Zellenberg waar ze botsen op de wijnboer Marc Tempé die hen de rest van de namiddag, avond en nacht onderhoudt over wijn terwijl hij hen volgiet. Ze blijven slapen in Zellenberg en na lang uitslapen passeren ze de Frans-Zwitserse grens op een korte vierde dag. In de Jura op 1.204 m hoogte bij het uitzichtpunt bovenaan de Passwangpas tussen Reigoldswil en Mümliswil drinken ze een Italiaans aperitief met zicht op de Mont Blanc, een bergtop waar de grens tussen Frankrijk en Italië over loopt. Na 702 km kunnen ze de reis met zicht op Italië afronden. |            |             |
| 9    | 12 juni 2018  | Compilatie | Compilatie | 833.066     |
| 9    | 12 juni 2018  | In de compilatieaflevering werd rond bepaalde thema's of terugkerende activiteiten beelden getoond van alle eerder vertoonde afleveringen, naast enkele niet eerder vertoonde productionele beelden, bloopers en gebeurtenissen. |            |             |

### Seizoen 2
| Afl. | Uitzenddatum  | Gast | Bestemming       | Kijkcijfers |
| ---- | ------------- | --- | ---------------- | ----------- |
| 1    | 23 april 2019 | Jeroen Meus | IJsland          | 1.105.879   |
| 1    | 23 april 2019 | Dag 1: "In drie woorden" - Dag 2: "Vissen horen ook" - Dag 3: "Is de koningin thuis?" - Dag 4: "Als een klein kind" |                  |             |
| 2    | 30 april 2019 | Philippe Geubels | Rusland          | 1.069.441   |
| 2    | 30 april 2019 | Dag 1: "Wat doet een bange geit?" - Dag 2: "Een eend op lange poten" - Dag 3: "Ik denk dat ik dat hier niet tof vind" - Dag 4: "Waarom wou jij naar links, Philippe?" |                  |             |
| 3    | 7 mei 2019    | Annelien Coorevits | Mexico           | 1.103.611   |
| 3    | 7 mei 2019    | Dag 1: "Een mat mag 's nachts al eens verkeerd liggen" - Dag 2: "De opwinding van een vogel" - Dag 3: "Kom, we gaan dansen" - Dag 4: "Ken je dat? Een viswijf?" |                  |             |
| 4    | 21 mei 2019   | Stefaan Degand | Congo            | 1.147.744   |
| 4    | 21 mei 2019   | Dag 1: "Er zitten apen op het dak" - Dag 2: "Veel groetjes aan Poetin" - Dag 3: "Dat is de vrage!" - Dag 4: "Congolees kogelstoten" |                  |             |
| 5    | 28 mei 2019   | Linde Merckpoel | Verenigde Staten | 1.193.635   |
| 5    | 28 mei 2019   | Dag 1: "Pas op! Een vuurbal!" - Dag 2: "Daar krijg ik jeuksel van" - Dag 3: "De diepste kaakval" - Dag 4: "Dat is toch de schoonste vuurtoren ooit" |                  |             |
| 6    | 4 juni 2019   | Laurens Vanhulle | Marokko          | 963.732     |
| 6    | 4 juni 2019   | Dag 1: "Als alles stil wordt, wordt alles luider" - Dag 2: "Een Space Shuttle van de Columbus" - Dag 3: "Wie doet de meisjes?" - Dag 4: "We zijn er altijd al geweest" Dit is tot dusver de enige aflevering in de reeks waar een onbekende Vlaming meereist in de Columbus. |                  |             |
| 7    | 11 juni 2019  | Jan Peumans | Japan            | 879.767     |
| 7    | 11 juni 2019  | Dag 1: "We waren tegen voorbehoedsmiddelen" - Dag 2: "Een depressieve glimlach" - Dag 3: "Ik zie je graag, papa" - Dag 4: "Louis de leeuw" |                  |             |
| 8    | 18 juni 2019  | Compilatie | Compilatie       | 780.173     |
| 8    | 18 juni 2019  | In deze compilatieaflevering werden rond bepaalde thema's of terugkerende activiteiten beelden getoond van het voorbije seizoen, naast enkele niet eerder vertoonde gebeurtenissen en productionele opnames.                                                                 |                  |             |
|      |               | |                  |             |

### Seizoen 3
| Afl. | Uitzenddatum  | Gast | Bestemming  | Kijkcijfers |
| ---- | ------------- | --- | ----------- | ----------- |
| 1    | 30 april 2020 | Lieven Scheire | India       | 1.277.115   |
| 1    | 30 april 2020 | Dag 1: "Met zicht op de potgrond" - Dag 2: "Snurken in het bos" - Dag 3: "Thuis ben jij den Duitser, Wim!" - Dag 4: "Op één tank naar India!" De Columbus vertrekt in de Noord-Duitse gemeente Bunde, waar de reis van Jan Peumans geëindigd is. |             |             |
| 2    | 7 mei 2020    | Ingeborg | Egypte      | 1.182.669   |
| 2    | 7 mei 2020    | Dag 1: "Laat de wereld draaien" - Dag 2: "Een piramide in het bos" - Dag 3: "De genade van de wesp" - Dag 4: "Met de voeten in de Nijl" De Columbus vertrekt in de Duitse gemeente Seeburg, waar de reis van Lieven Scheire geëindigd is. |             |             |
| 3    | 14 mei 2020   | Tom Van Dyck | Australië   | 1.315.954   |
| 3    | 14 mei 2020   | Dag 1: "Ge snurkt keihard" - Dag 2: "Het mannetje in de radio" - Dag 3: "De roze revolutie" - Dag 4: "Kangoeroes met een korte staart" De Columbus vertrekt in de Tsjechische stad Třeboň, waar de reis van Ingeborg geëindigd is. |             |             |
| 4    | 21 mei 2020   | Dieter Coppens | Peru        | 1.200.215   |
| 4    | 21 mei 2020   | Dag 1: "Gelukkige verjaardag!" - Dag 2: "Gênant is plezant" - Dag 3: "We kunnen vissen vanuit de bus" - Dag 4: "Een papegaai uit Nieuw-Zeeland" De Columbus vertrekt vanuit het Hongaarse Zomba, waar de reis van Tom Van Dyck geëindigd is. |             |             |
| 5    | 28 mei 2020   | Tijs Vanneste | Zuid-Afrika | 1.162.983   |
| 5    | 28 mei 2020   | Dag 1: "Een miniatuur speelgoedbusje" - Dag 2: "Mannelijkheid laten spreken" - Dag 3: "De zaligheid van een dorp" - Dag 4: "Ziet hem staan met zijn gat open" De Columbus vertrekt vanuit het Sloveense Mirna, waar de reis van Dieter Coppens geëindigd is. |             |             |
| 6    | 4 juni 2020   | Maaike Cafmeyer | Israël      | 1.385.542   |
| 6    | 4 juni 2020   | Dag 1: "Een geitje met groene wolken" - Dag 2: "Shakespeare en de brandweerman" - Dag 3: "Maaike! Stapt in!" - Dag 4: "De koffiefilosoof" De Columbus vertrekt vanuit het Kroatische Prizna (en, cr), waar Tijs Vanneste en Wim gestrand zijn met motorpech. De reis van de Columbus eindigt dit seizoen in Čepelica in Bosnië en Herzegovina aan het Bilećameer. |             |             |
| 7    | 11 juni 2020  | Compilatie | Compilatie  | 1.204.006   |
| 7    | 11 juni 2020  | In deze compilatieaflevering worden ongeziene extra's en fragmenten getoond die de voorbije afleveringen niet gehaald hebben. |             |             |

### Seizoen 4
| Afl. | Uitzenddatum      | Gast | Bestemming    | Kijkcijfers |
| ---- | ----------------- | --- | ------------- | ----------- |
| 1    | 5 september 2021  | Helmut Lotti | Brazilië      | 1.018.650   |
| 1    | 5 september 2021  | Een bushokje in de Ardennen Dag 1: "Gezond dankzij Elvis" - Dag 2: "Een halve euro voor een druif" - Dag 3: "Oo... Oooo... O, Wim toch!" - Dag 4: "Doe de wespenshake!" Bij het nemen van een scherpe bocht belandt de Columbus in deze aflevering op dag drie met zijn achterwiel in een gracht. |               |             |
| 2    | 12 september 2021 | Jan Kooijman | Australië     | 1.150.748   |
| 2    | 12 september 2021 | Een Frans bushokje Dag 1: "De gekwetste danssprinkhaan" - Dag 2: "De sullige, twijfelachtige huisvader" - Dag 3: "Dans met mij!" - Dag 4: "Twee Aussies met een pintje" |               |             |
| 3    | 19 september 2021 | Charlotte Adigéry | De noordpool  | 1.099.708   |
| 3    | 19 september 2021 | Een Zweeds bushokje Dag 1: "Breien met zicht op zee" - Dag 2: "Dag steenhondjes!" - Dag 3: "Kijk papa!" - Dag 4: "Doe je ogen toe en je bent weer baby" Voor het eerst is de bestemming van de Columbus geen land.                                                                                |               |             |
| 4    | 26 september 2021 | Rick de Leeuw | Tibet         | 1.097.106   |
| 4    | 26 september 2021 | Een Toscaans bushokje Dag 1: "Op dronken Theo!" - Dag 2: "Eén hemd tussen jou en een diep verlangen" - Dag 3: "Een raam rond de maan" - Dag 4: "Hoe klinkt geluk?" |               |             |
| 5    | 3 oktober 2021    | Wim Willaert | Nieuw-Zeeland | 1.343.096   |
| 5    | 3 oktober 2021    | Een bushokje in Noordwest-Italië Dag 1: "Dat is ons bad!" - Dag 2: "God is toeval" - Dag 3: "Op onze nieuwe villa!" - Dag 4: "Ka mate! Ka mate! Ka ora! Ka ora!" |               |             |
| 6    | 10 oktober 2021   | Serine Ayari | Filipijnen    | 1.187.001   |
| 6    | 10 oktober 2021   | Een Frans bushokje Dag 1: "Doe gelijk de Belgen" - Dag 2: "Leggings en traangas" - Dag 3: "Een vlek op een mooie, witte tafel" - Dag 4: "Het trage leven" |               |             |
| 7    | 17 oktober 2021   | Cath Luyten | Chili         | 1.181.846   |
| 7    | 17 oktober 2021   | Een Zwitsers bushokje Dag 1: "De verste melk!" - Dag 2: "De Boeddha van de bus" - Dag 3: "Liefde uit de thermos" - Dag 4: "Kom uw kleren uit!" |               |             |

### Seizoen 5
| Afl. | Uitzenddatum     | Gast                              | Bestemming  | Kijkcijfers |
| ---- | ---------------- | --------------------------------- | ----------- | ----------- |
| 1    | 1 december 2024  | Steven Van Herreweghe             | Canada      |             |
| 1    | 1 december 2024  | Dag 1: - Dag 2: - Dag 3: - Dag 4: |             |             |
| 2    | 8 december 2024  | Fien Germijns                     | Ierland     |             |
| 2    | 8 december 2024  | Dag 1: - Dag 2: - Dag 3: - Dag 4: |             |             |
| 3    | 15 december 2024 | Bockie De Repper                  | Polen       |             |
| 3    | 15 december 2024 | Dag 1: - Dag 2: - Dag 3: - Dag 4: |             |             |
| 4    | 22 december 2024 | Liesa Naert                       | Spitsbergen |             |
| 4    | 22 december 2024 | Dag 1: - Dag 2: - Dag 3: - Dag 4: |             |             |
| 5    | 5 januari 2025   | Riadh Bahri                       | Tsjechië    |             |
| 5    | 5 januari 2025   | Dag 1: - Dag 2: - Dag 3: - Dag 4: |             |             |
| 6    | 12 januari 2025  | Tine Embrechts                    | Oman        |             |
| 6    | 12 januari 2025  | Dag 1: - Dag 2: - Dag 3: - Dag 4: |             |             |
| 7    | 19 januari 2025  | Kristel Verbeke                   | Finland     |             |
| 7    | 19 januari 2025  | Dag 1: - Dag 2: - Dag 3: - Dag 4: |             |             |
| 8    | 26 januari 2025  | Rudi Vranckx                      | IJsland     |             |
| 8    | 26 januari 2025  | Dag 1: - Dag 2: - Dag 3: - Dag 4: |             |             |

## Boeken
- Wim LYBAERT, Laurens VERBEKE,  De Columbus - Het is beter om te reizen dan om aan te komen , Manteau, 2019. ISBN 978-90-22-33614-4 (paperback), ISBN 978-94-60-41625-5 (e-boek)